# 譚紹光
譚紹光（1835年—1863年），廣西桂平縣人（一說象州或平南），壯族
，太平天國將領，因功被封为慕王，是李秀成女婿。1851年1月参加金田起义。后隶属于忠王李秀成部。1858年参加摧毁江北大营。1860年在击破江南大营和攻克苏州等地时建有战功。1862年封慕王，领军围攻上海。1863年率所部坚守苏州，奋勇作战，12月4日在苏州慕王府主持召开军事会议时遭叛徒郜永宽、汪安钧等刺杀，苏州失陷。

## 軍事生涯
譚在1851年1月參加金田起義。1861年封建天義，1862年封慕王，同年李秀成以譚留守蘇州。
同治元年，李鴻章率淮軍八千赴上海，與李秀成、譚紹光大戰滬西。太平軍的美籍將領白聚文投降清朝常勝軍的查爾斯·戈登。李秀成以事不可爲，出城西去。

## 死亡
譚紹光多次截獲幾封戈登寫給郜永寬談判投降的信，但亦無可奈何；郜永寬等人守著六個城門中的四個門，他們的實力遠在紹光之上。同治二年（1863年）秋，淮軍聯合常勝軍進攻蘇州，太平軍形勢不利。譚紹光的部下郜永寬等八人與清軍戈登、程學啟勾結，十月二十三日前一晚譚早知叛情，先趕走女兒女婿攀竹梯連夜逃回南京，留譚一人再說服欲叛眾，十月二十四日（12月18日）上午，谭绍光召开军事会议，纳王郜永寬、比王伍贵文、康王汪安均、宁王周文佳与天将范起发、张大洲、汪环武、汪有为齐集慕王府。汪安钧抽出短剑刺出，譚紹光颈上中剑，其他人馘首谭绍光，獻城投降。此凶事发生在户外苏州城上，是为昭信给城外攻城清军看见，利于嗣后将功代罪，向清投降，後李鴻章失信，將降將八人斬首，又命淮軍射殺千餘名投降的太平軍，這段歷史曾改編成香港電影《投名狀》，蘇州守將改為堵王黃文金。